# しし座V
しし座V(Leo V Dwarf Galaxy)は、しし座にある矮小楕円体銀河である。2007年にスローン・デジタル・スカイ・サーベイのデータから発見された。太陽から約18万パーセクに位置し、約173km/sの速度で遠ざかっている。楕円形で、光度が半分になる半径は約130パーセクである。
しし座Vは、銀河系の伴銀河で最も小さく暗いものの1つであり、光度は太陽光度の約1万倍（絶対等級は約-5.2 ± 0.4）で、典型的な球状星団よりもかなり暗い。しかし、質量は約33万太陽質量であり、この銀河の質量光度比は約75となる。比較的高い質量光度比は、しし座Vが暗黒物質に占められていることを意味する。しし座Vの恒星には、120億歳以上の古いものが多い。これらの恒星の金属量は、[Fe/H] ≈ -2.0 ± 0.2と低く、重元素の量が少なくとも太陽の100分の1以下であることを示している。
しし座Vは、同じく銀河系の伴銀河であるしし座IVからわずか3°しか離れていない。後者は、前者よりも2万パーセク程度太陽に近い。これらの2つの銀河は、恒星のブリッジで繋がっており、恐らく互いに物理的な影響を及ぼしあっていると考えられている。